# Die Kunstdenkmäler in Schleswig-Holstein
Die Kunstdenkmäler in Schleswig-Holstein wurden in verschiedenen
kunsttopographischen Inventaren seit 1887 beschrieben.

## Die Bau- und Kunstdenkmäler der Provinz Schleswig-Holstein
Die Bau- und Kunstdenkmäler der Provinz Schleswig-Holstein mit Ausnahme des Kreises Herzogtum Lauenburg wurden zwischen 1887 und 1925 von der Provinzialständischen Verwaltung herausgegeben. Alle sechs Bände wurden von Provinzialkonservator Dr. Richard Haupt verfasst.
- I. Band Kreise Altona, Apenrade, Norderdithmarschen, Süderdithmarschen, Eckernförde, Eiderstedt, Flensburg, Hadersleben, Husum, Kiel, Stadtkreis Kiel. Kiel 1887, 576+8 Seiten, 828 Abbildungen, 37 Tafeln Archive Google
- II. Band Kreise Oldenburg, Pinneberg, Plön, Rendsburg, Schleswig, Segeberg, Sonderburg, Steinburg, Stormarn, Tondern. Kiel 1888, 686+4 Seiten, 854 Abbildungen, 72 Tafeln, 3 Farbdrucke Archive Google
- III. Band Nachträge und Berichtigungen, Ortsverzeichnis, Nachweis der benutzten Quellen und Hilfsmittel, Meisterverzeichnis, Sachübersichten, Wörterbuch. Kiel 1889, 231+14 Seiten Archive Google
- IV. Band Die Bau- und Kunstdenkmäler im Kreise Herzogtum Lauenburg. Friedrich Weyßer Herausgegeben im Auftrage der Kreisstände, bearbeitet mit Friedrich Weyßer
  - 1. Heft. Ratzeburg 1890, 210+8 Seiten, 168 Abbildungen, 7 Tafeln Archive Google
  - Illustriertes Ergänzungsheft. Ratzeburg 1890, 8 Seiten, 8 Tafeln
- V. Band Geschichte und Art der Baukunst im Herzogtum Schleswig. Heide in Holstein 1924, 788+12 Seiten, 1042 Abbildungen, 40 Seiten Register.
- VI. Band Geschichte und Art der Baukunst in Nordelbingen in den Herzogtümern Holstein und Lauenburg sowie den Fürstentümern Lübeck und Ratzeburg. Ratzeburg. Heide in Holstein 1925, 776+16 Seiten, 1000 Abbildungen, 40 Seiten Register.
- Ergänzungsband Kurze Geschichte des Ziegelbaus und Geschichte der deutschen Ziegelbaukunst bis durch das zwölfte Jahrhundert, Heide in Holstein, 1929

## Die Kunstdenkmäler der Provinz Schleswig-Holstein
Die Kunstdenkmäler der Provinz Schleswig Holstein wurden 1939 im Auftrag der Verwaltung des Provinzialverbandes und des Oberpräsidenten vom Landeskonservator Ernst Sauermann herausgegeben. Es erschienen vier Bände von verschiedenen Verfassern.
- Band 1 Die Kunstdenkmäler des Kreises Husum. Bearbeitet von Heinrich Brauer, Wolfgang Scheffler, Hans Weber. Berlin 1939, 294 Seiten, 50 Textabbildungen, 370 Abbildungen auf Tafeln, 1 Karte.
- Band 2 Die Kunstdenkmäler des Kreises Pinneberg. Bearbeitet von Heinrich Brauer, Wolfgang Scheffler, Hans Weber. Berlin 1939, 182 Seiten, 21 Textabbildungen, 307 Abbildungen auf Tafeln, 1 Karte.
- Band 3 Die Kunstdenkmäler des Kreises Südtondern. Bearbeitet von Heinrich Brauer, Wolfgang Scheffler, Hans Weber. Berlin 1939, 440 Seiten, 43 Textabbildungen, 433 Abbildungen auf Tafeln, 1 Faltkarte.
- Band 4 Die Kunstdenkmäler des Kreises Eiderstedt. Bearbeitet von Gustav Oberdieck, Ludwig Rohling, Joachim Seeger, Helmut Perseke. Berlin 1939, 310 Seiten, 49 Textabbildungen, 283 Abbildungen auf Tafeln

## Die Kunstdenkmäler des Landes Schleswig-Holstein
Die Kunstdenkmäler des Landes Schleswig-Holstein wurden von 1950 bis 1985 als Fortsetzung der Kunstdenkmäler der Provinz Schleswig-Holstein im Auftrag des Kultusministeriums herausgegeben. Die Leitung hatten die Landeskonservatoren Peter Hirschfeld (ab 1950) und Hartwig Beseler (ab 1963). Es erschienen neun Bände durch verschiedene Autoren.
- Band 5 Die Kunstdenkmäler des Kreises Eckernförde. Bearbeitet von Gustav Oberdieck, Ludwig Rohling, Joachim Seeger, Helmut Perseke, Theodora Holm. München, Berlin 1950, 374+8 Seiten, 56 Textabbildungen, 288 Abbildungen auf Tafeln, 1 Karte.

- Band 6 Die Kunstdenkmäler des Landkreises Flensburg. Bearbeitet von Dietrich Ellger mit einem Beitrag von Friedrich Saeftel. München, Berlin 1952, 390+7 Seiten, 100 Textabbildungen, 365 Abbildungen auf Tafeln, 1 Karte.
- Band 7 Die Kunstdenkmäler der Stadt Flensburg. Bearbeitet von Ludwig Rohling mit Beiträgen von Fritz Fuglsang, Otto Schütt, Ellen Redlefsen und Bernhard Saal. München, Berlin 1955, 600+7 Seiten, 284 Abbildungen, 1 Faltplan.
- Band 8 Die Kunstdenkmäler des Landkreises Schleswig ohne die Stadt Schleswig. Bearbeitet von Dietrich Ellger und Wolfgang Teuchert mit Beiträgen von Friedrich Saeftel, Harry Schmidt und Jacob Nagel. München, Berlin 1957, 598+12 Seiten, 192 Textabbildungen, 372 Seiten auf Tafeln, 1 Faltkarte.
- Band 9 Die Kunstdenkmäler des Kreises Pinneberg. Bearbeitet von Wolfgang Teuchert und Arnold Lühning (Bauernhäuser) mit einem Beitrag von Mannfred Peters. München, Berlin 1961, 378+12 Seiten, 57 Textabbildungen, 228 Abbildungen auf Tafeln, 1 Karte.
- Band 10, 2 Die Kunstdenkmäler der Stadt Schleswig. Der Dom und der ehemalige Dombezirk. Bearbeitet von Dietrich Ellger unter Mitwirkung von Johanna Kolbe, Rudolf Zöllner und Susanne Lücke-David. München, Berlin 1966, 728+20 Seiten, 541 Abbildungen, 4 Faltpläne im Anhang.
- Band 11, 3 Die Kunstdenkmäler der Stadt Schleswig. Kirchen, Klöster und Hospitäler. Bearbeitet von Deert Lafrenz mit Beiträgen von Veronika Darius, Dietrich Ellger und Christian Radtke. München, Berlin 1985, 428+14 Seiten, 288 Abbildungen

Sonderbände
- Kunst-Topographie Schleswig-Holstein. Bearbeitet im Landesamt für Denkmalpflege und im Amt für Denkmalpflege der Hansestadt Lübeck. Neumünster 1969, 964+12 Seiten, 2569 Abbildungen, 44 Karten.
- Stadtkernatlas Schleswig-Holstein. Bearbeitet von Johannes Habich unter Mitwirkung von Gert Kaster und Klaus Wächter. Neumünster 1976, 216+12 Seiten, 327 Abbildungen, Karten, 10 Pläne.

## Kulturdenkmale in Schleswig-Holstein
Im Rahmen der Denkmaltopographie Bundesrepublik Deutschland erschienen seit 1995 einige Bände, die Bau- und Kulturdenkmale in einzelnen Städten und Landkreisen detailliert darstellen. Herausgeber ist das Landesamt für Denkmalpflege Schleswig-Holstein.
- Band 1 Landeshauptstadt Kiel, von Lutz Wilde und Renate Jacobs, Neumünster 1995
- Band 2 Stadt Flensburg, von Lutz Wilde und Dorothee Boesler, Neumünster 2001
- Band 3 Stadt Neumünster, von Lutz Wilde und Gert Kaster, Neumünster 2006
- Band 4 Kreis Rendsburg-Eckernförde
  - Band 4, 1 Stadt Rendsburg und die umliegenden Ortschaften Stadt Büdelsdorf, Schacht-Audorf, Osterrönfeld, Westerrönfeld, von Deert Lafrenz und Lutz Wilde, Neumünster 2008
- Band 5 Hansestadt Lübeck
  - Band 5, 1 Altstadt, von Margrit Christensen, Lutz Wilde, Neumünster 2017

## Weitere Inventare
- Theodor Hach: Die kirchliche Kunstarchäologie des Kreises Herzogthum Lauenburg. In: Zeitschrift für Schleswig-Holstein-Lauenburgische Geschichte, 16, Kiel 1886, S. 1–195 Digitalisat
- Richard Haupt: Wehrkirchen in den Elbherzogtümern. In: Zeitschrift der Gesellschaft für Schleswig-Holsteinische Geschichte, 32, Kiel 1902, S. 223–270 Digitalisat
- Ernst Sauermann: Die mittelalterlichen Taufsteine der Provinz Schleswig-Holstein. Dissertation Flensburg 1904 Archive; Lübeck 1904 Archive
- Georg Krüger: Das Land Ratzeburg. (= Kunst- und Geschichts-Denkmäler des Freistaates Mecklenburg-Strelitz, Band 2). Neubrandenburg 1934 UB Rostock mit Ratzeburger Dom, Ziethen

### Dehio-Handbuch
Im Handbuch der deutschen Kunstdenkmäler von Georg Dehio erschienen bisher drei Auflagen über das Land Schleswig-Holstein.
- Hamburg, Schleswig-Holstein. Bearbeitet von Johannes Habich. Deutscher Kunstverlag, Berlin/München 1971

- Hamburg, Schleswig-Holstein. Bearbeitet von Johannes Habich, Christoph Timm, Lutz Wilde. 2., überarbeitete Auflage. Deutscher Kunstverlag, Berlin/München 1994
- Hamburg, Schleswig-Holstein. Bearbeitet von Johannes Habich, Christoph Timm, u. a., aktualisiert von Susanne Grötz, Klaus Jan Philipp, u. a. 3., durchgesehene und ergänzte Auflage. Deutscher Kunstverlag, Berlin/München 2009. ISBN 978-3-422-03120-3. 1058 Seiten mit 113 Plänen und Grundrissen, einem Künstlerverzeichnis, 6 zweifarbigen Karten sowie einem Fachwörterlexikon.